# Cadman Plaza
Cadman Plaza es un parque ubicado en la frontera de los vecindarios de Brooklyn Heights y Downtown Brooklyn en Brooklyn, Nueva York. Nombrado en honor a Samuel Parkes Cadman (1864-1936), un ministro de la Iglesia Congregacional de Brooklyn, está construido en un terreno reclamado por la expropiación en 1935 y fue nombrado parque en 1939. Para su construcción fue se tumbaron 125 edificios. El parque tiene forma  alargada y está delimitado por las avenidas Cadman Plaza West y Cadman Plaza East por el occidente y por el oriente respectivamente. Alberga al Brooklyn War Memorial y al William Jay Gaynor Memorial. Está conectado con la Plaza de los Veteranos de la Guerra de Corea y con el Walt Whitman Park.

## Ubicación
La plaza está delimitada por Cadman Plaza East (antes Washington Street) y Cadman Plaza West (antes Ferry Road o Fulton Road), y por el Puente de Brooklyn en el norte y Tillary Street en el sur. Al este del parque se encuentra el Palacio de Justicia Federal Theodore Roosevelt. Al sur de este parque, entre las calles Tillary y Johnson, se encuentra la pequeña Plaza de los Veteranos de la Guerra de Corea. En este sectir del Cadman Plaza West se encuentran los rascacielos 1 Clinton Street (2019) y One Pierrepont Plaza (1988).
Al sur de Johnson Street están el Edificio de la Corte Suprema del Condado de Kings y el Columbus Park, donde hay una estatua de Cristóbal Colón. Estos se encuentran en un terreno que antes se usaba como estación para tranvías. En el sector occidental y al suroccidental de esta zona se encuentran algunos de los primeros rascacielos de la ciudad, como el Montague–Court Building (1927), el Court & Remsen Building (1926), el New York Telephone Building y el 75 Livingston Street (1928).
Estos parques, junto con el Walt Whitman Park, forman un centro comercial desde Brooklyn Borough Hall hasta el Puente de Brooklyn. En 2015, se propuso un "Brooklyn Strand" para unir estos parques.

## Galería

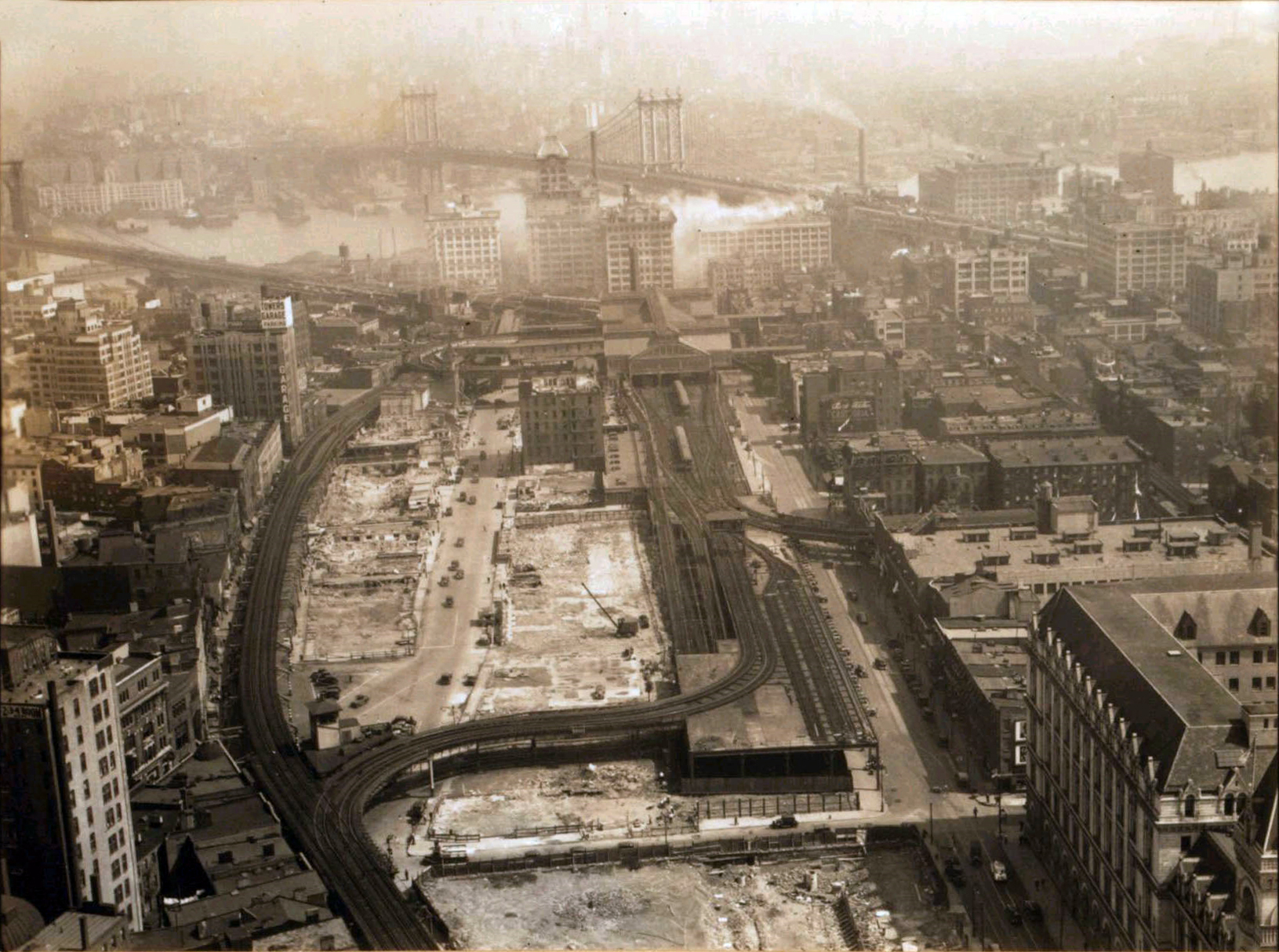
Construcción del parque en 1936
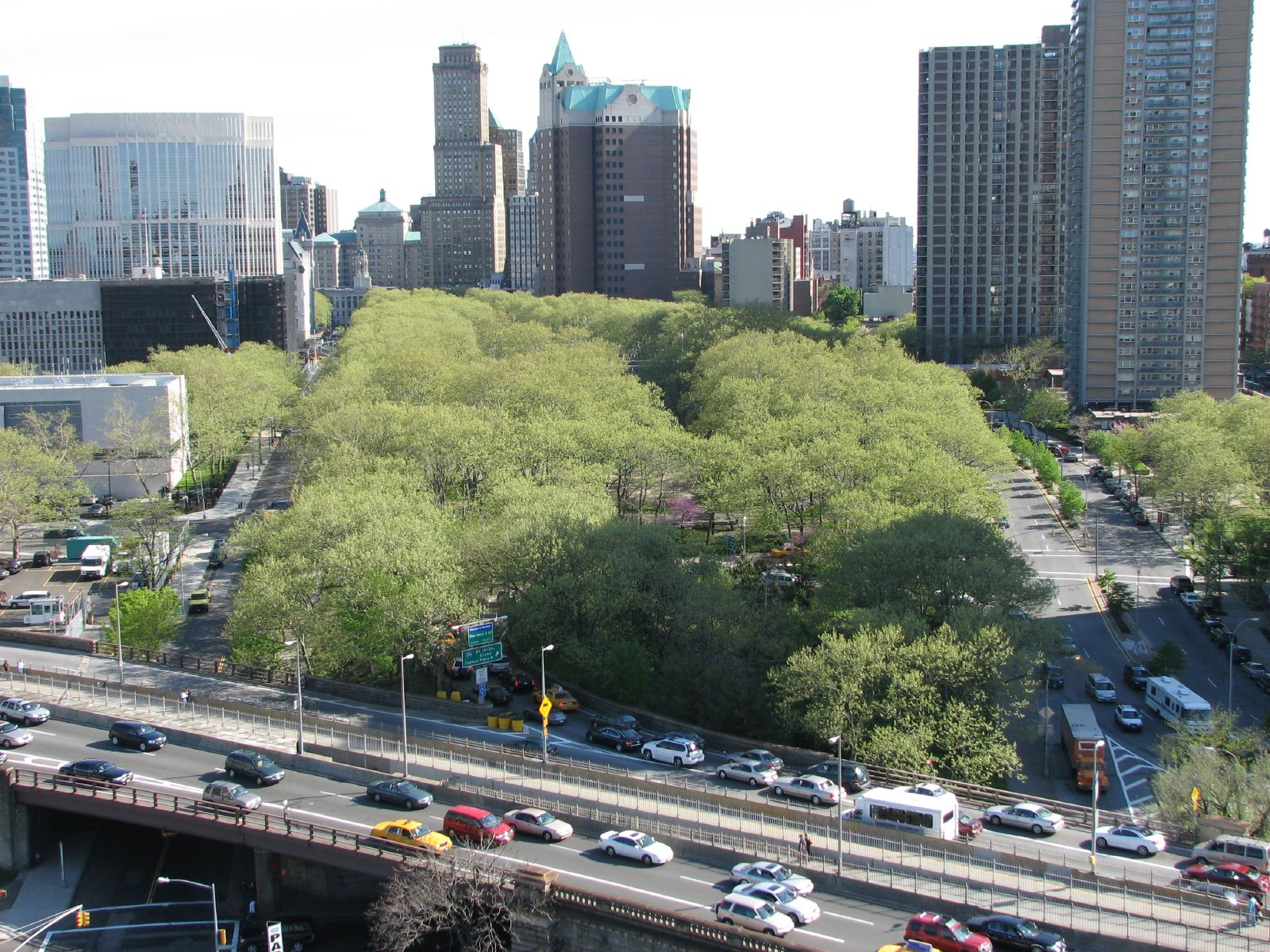
El parque visto desde el norte
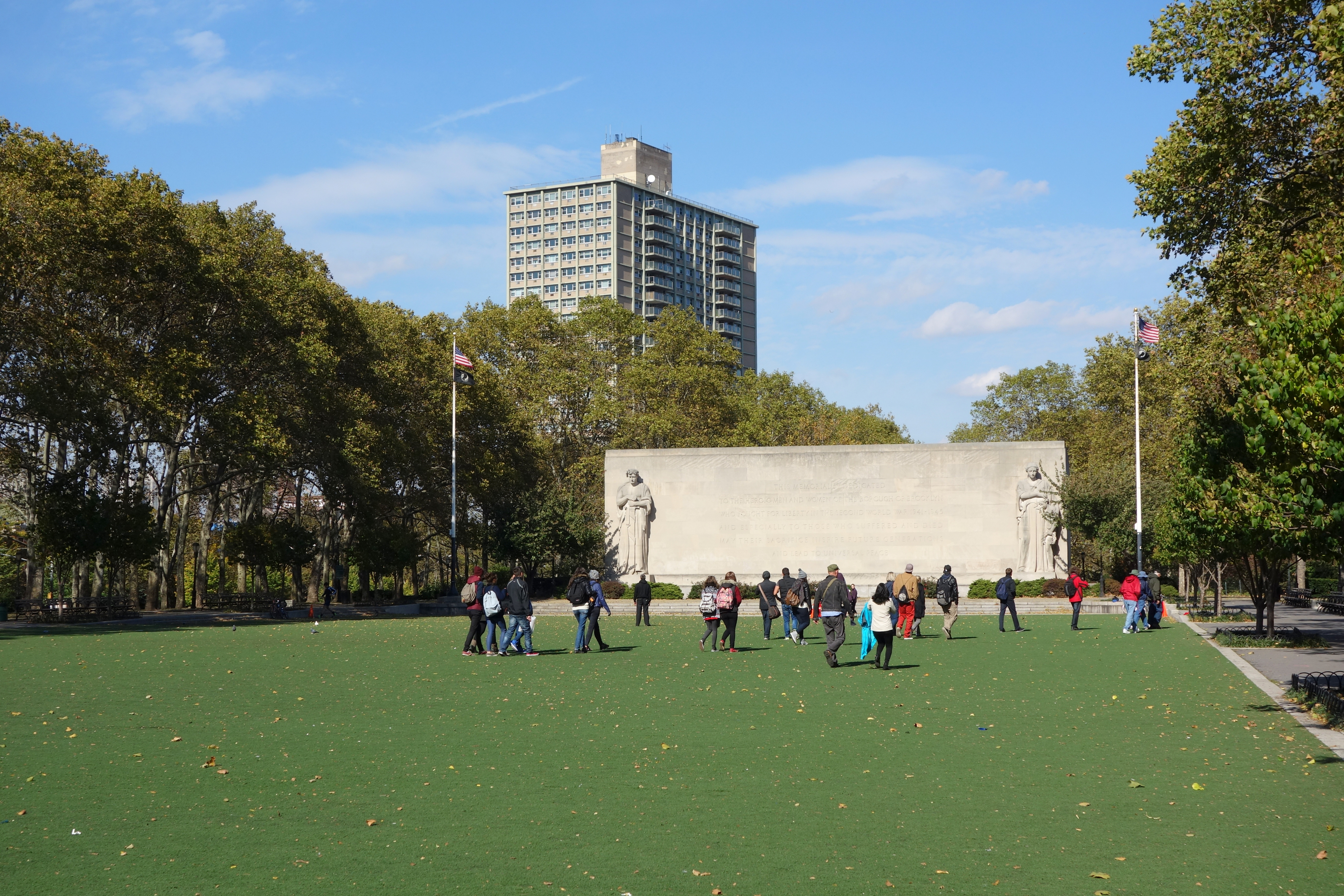
Brooklyn War Memorial
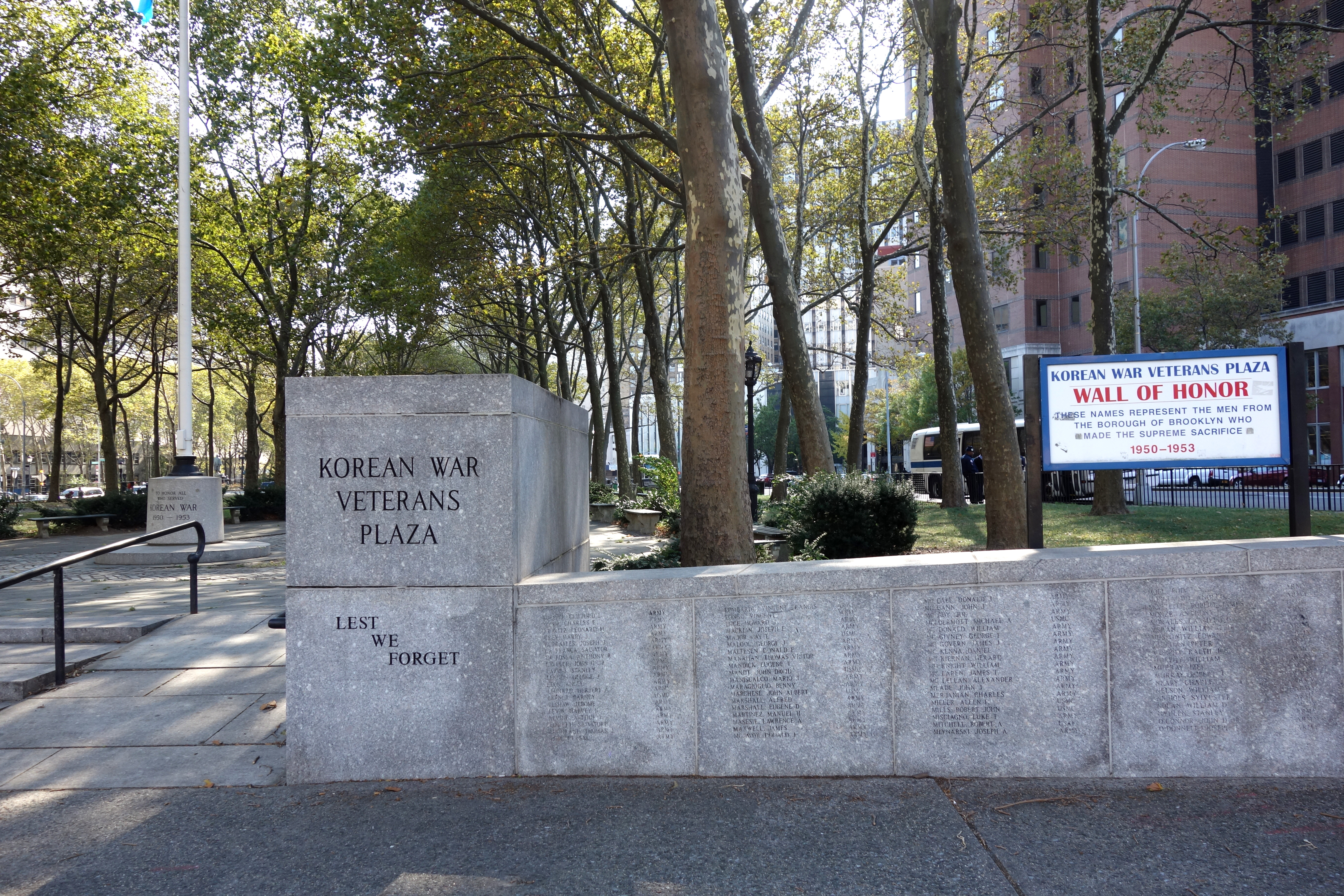
Monumento conmemorativo de la Guerra de Corea
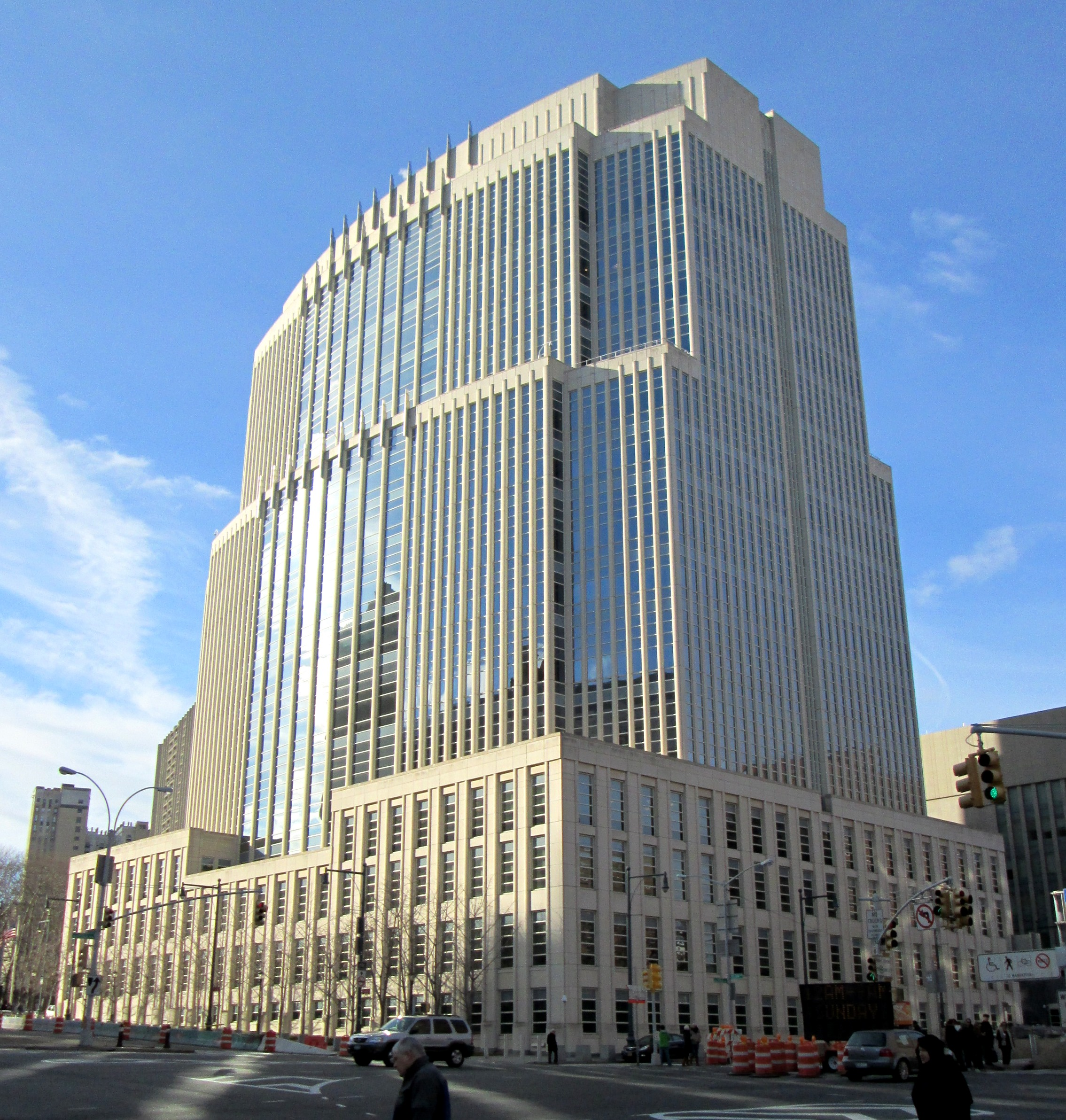
Palacio de Justicia Theodore Roosevelt
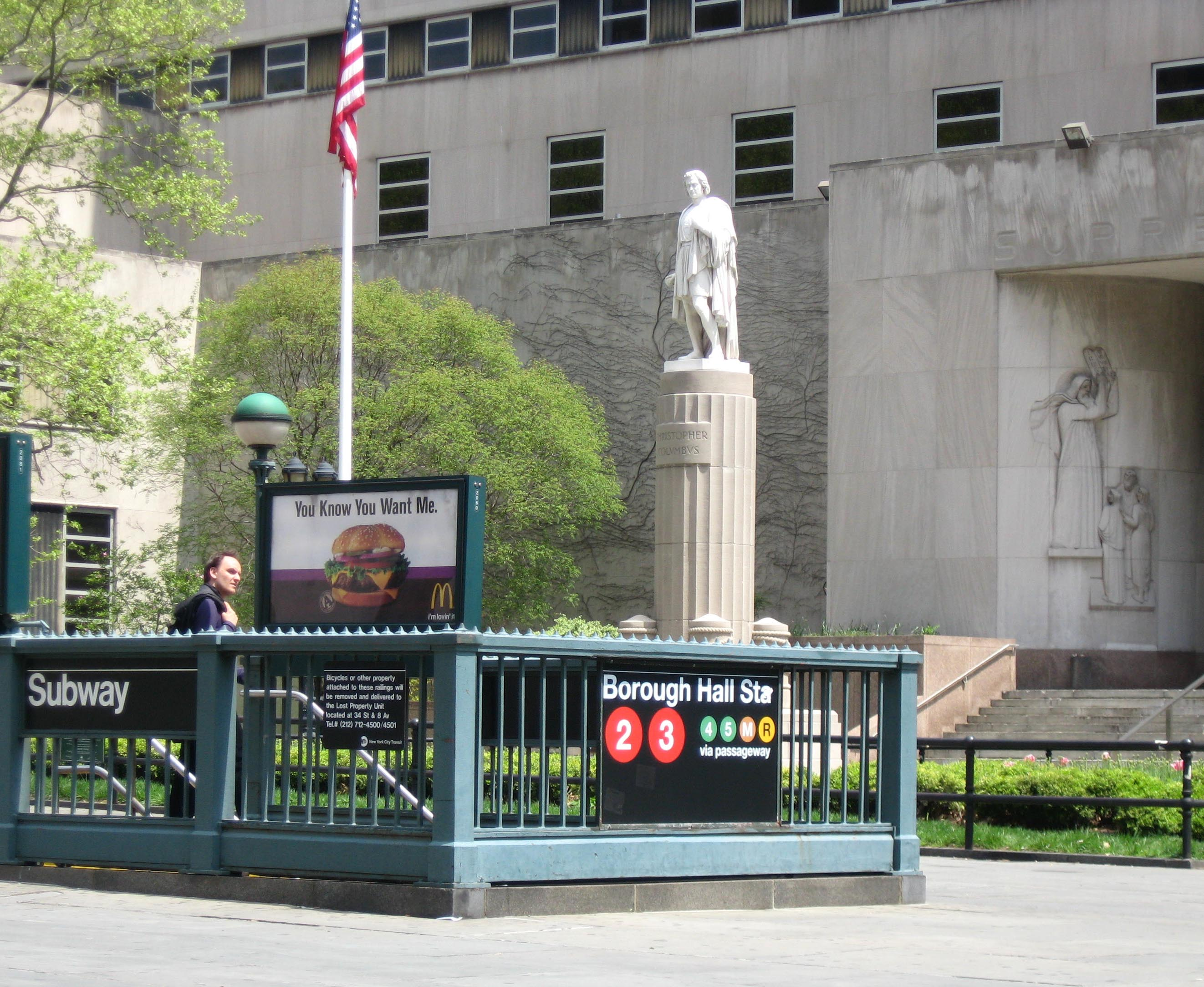
Estatua de Cristóbal Colón en Columbus Park